# Sandrine Bony-Léna
Sandrine Bony-Léna, née Bony, est directrice de recherche au CNRS, spécialiste de climatologie,. Elle étudie les processus nuageux affectant la dynamique atmosphérique et la compréhension des climats, actuels et futurs. Elle a été l'un des auteurs principaux du 4e rapport du GIEC (2007).

## Biographie
Sandrine Bony est diplômée du magistère inter-universitaire de physique (École Polytechnique, Université Pierre-et-Marie-Curie et École Normale Supérieure).
En 1993, elle soutient à Paris 6 sa thèse intitulée Analyse de l'impact des nuages et de la vapeur d'eau sur le cycle saisonnier du bilan radiatif terrestre ; implications pour la sensibilité climatique sous la direction de Hervé Le Treut.
De 1994 à 1996 elle est post-doc au CNES, visiteuse scientifique au Climate and Radiation Branch de la NASA au Goddard Space Flight Center et au Center for Clouds, Chemistry and Climate de la National Science Foundation. Elle devient chargée de recherches CNRS à l'Institut Pierre-Simon-Laplace de 1996 à 2010,.
Depuis 2010 elle exerce au laboratoire de météorologie dynamique à l’université Pierre-et-Marie-Curie.
Elle est membre de la Fondation de coopération scientifique pour l'éducation à la science, La Main à la pâte.
En 2023, elle est élue à l'Académie des Sciences, dans la section des sciences de l’univers de la division « Sciences mathématiques, physiques, sciences de l’univers et leurs applications ».

## Distinctions
- 2018 : Médaille d'argent du CNRS[10],[11].
- 2017 : Prix Gérard-Mégie de l'Académie des Sciences[12],[13],[14].
- 2012 : Prix Bernard Haurwitz Memorial Lecturer décerné par l'American Meteorological Society (AMS)[15].
- 2017 : Chevalier de la Légion d'honneur[16].
- 2023 : Médaille Buys-Ballot

## Conférences filmées
- Climat, modèles et comportements : quelles contributions aux incertitudes sur les projections de changement climatique ? Collège de France[17],[18].

## Publications (sélective)
- (en) Sandrine Bony et Jean-Louis Dufresne, « Marine boundary layer clouds at the heart of tropical cloud feedback uncertainties in climate models », Geophysical Research Letters, vol. 32, no 20,‎ 2005, p. L20806 (DOI 10.1029/2005GL023851, lire en ligne  [PDF])
- (en) Sandrine Bony, Jean-Louis Dufresne, Hervé Le Treut, Jean-Jacques Morcrette et Catherine Senior, « On dynamic and thermodynamic components of cloud changes », Climate Dynamics, vol. 22, nos 2-3,‎ 2004, p. 71-86 (lire en ligne  [PDF])
- (en) Sandrine Bony et Kerry A Emanuel, « On the role of moist processes in tropical intraseasonal variability: Cloud-radiation and moisture-convection feedbacks », Journal of the Atmospheric Sciences, vol. 62, no 8,‎ 2005, p. 2770-2789 (DOI 10.1175/JAS3506.1 , lire en ligne  [PDF])
- (en) Sandrine Bony, Bjorn Stevens, David Copin, Tobias Becker et Kevin A Reed, « Thermodynamic control of anvil cloud amount », Proc. Natl. Acad. Sci. U.S.A., vol. 113, no 32,‎ 2016, p. 8927-8932 (DOI 10.1073/pnas.1601472113 , lire en ligne  [PDF])
- (en) Sandrine Bony, Bjorn Stevens et al., « EUREC(4)A: A Field Campaign to Elucidate the Couplings Between Clouds, Convection and Circulation », Survey in Geophysics, vol. 38, no 6,‎ 2017, p. 1529-1568 (DOI 10.1007/s10712-017-9428-0, lire en ligne  [PDF])
- (en) Jochem Marotzke, Christian Jakob, Sandrine Bony et Paul A. Dirmeyer, « Climate research must sharpen its view », Nature Climate Change, vol. 7, no 2,‎ 16 janvier 2017, p. 89–91 (ISSN 1758-678X et 1758-6798, PMID 29599824, PMCID PMC5871430, DOI 10.1038/nclimate3206, lire en ligne, consulté le 1er mai 2018)
- (en) Sandrine Bony, Bjorn Stevens, Dargan M. W. Frierson et Christian Jakob, « Clouds, circulation and climate sensitivity », Nature Geoscience, vol. 8, no 4,‎ avril 2015, p. 261–268 (ISSN 1752-0894 et 1752-0908, DOI 10.1038/ngeo2398, lire en ligne, consulté le 1er mai 2018)
- (en) Steven C. Sherwood, Sandrine Bony et Jean-Louis Dufresne, « Spread in model climate sensitivity traced to atmospheric convective mixing », Nature, vol. 505, no 7481,‎ janvier 2014, p. 37–42 (ISSN 0028-0836 et 1476-4687, DOI 10.1038/nature12829, lire en ligne, consulté le 1er mai 2018)
- (en) Bjorn Stevens et Sandrine Bony, « What Are Climate Models Missing? », Science, vol. 340, no 6136,‎ 31 mai 2013, p. 1053–1054 (ISSN 0036-8075 et 1095-9203, PMID 23723223, DOI 10.1126/science.1237554, lire en ligne, consulté le 1er mai 2018)
- (en) Jonathan T. Overpeck, Gerald A. Meehl, Sandrine Bony et David R. Easterling, « Climate Data Challenges in the 21st Century », Science, vol. 331, no 6018,‎ 11 février 2011, p. 700–702 (ISSN 0036-8075 et 1095-9203, PMID 21311006, DOI 10.1126/science.1197869, lire en ligne, consulté le 1er mai 2018)